# Matilla de los Caños del Río
Matilla de los Caños del Río ist ein westspanischer Ort und eine Gemeinde (municipio) mit 613 Einwohnern (Stand: 2024) im Osten der Provinz Salamanca in der Region Kastilien und León. Neben dem Hauptort Matilla de los Caños del Río gehören die Ortschaften Canillas de Torneros, Carrascal de Sanchiricones, Linejo, Matas Altas und Pocito sowie die Wüstungen Campo del Hospicio, Carrascalino, El Cueto und Ochando zur Gemeinde.

## Lage und Klima
Der ca. 820 m hoch gelegene Gemeinde Matilla de los Caños del Río liegt im Süden der altkastilischen Hochebene (meseta). Die Großstadt Salamanca befindet sich knapp 25 km in ostnordöstlicher Richtung entfernt. 
Das Klima im Winter ist durchaus kühl; die geringen Niederschlagsmengen (ca. 486 mm/Jahr) fallen – mit Ausnahme der eher trockenen Sommermonate – verteilt übers ganze Jahr.

## Bevölkerungsentwicklung
| Jahr      | 1970 | 1981 | 1991 | 2001 | 2011 | 2021 |
| Einwohner | 1006 | 780  | 743  | 705  | 663  | 639  |

Durch die Nähe zur Provinzhauptstadt Salamanca ist auch ein Bevölkerungsanstieg in den vergangenen Jahren festzustellen gewesen. 

## Wirtschaft
Das wirtschaftliche Leben der Landgemeinde war jahrhundertelang in hohem Maße agrarisch geprägt, doch wurde hauptsächlich zum Zweck der Selbstversorgung produziert – im Umland wurde Getreide ausgesät; Gemüse stammte aus den Hausgärten und auch Viehzucht wurde betrieben. Wenngleich viele Einwohner in Salamanca arbeiten, spielt die Landwirtschaft auch heute noch eine Rolle im Wirtschaftsleben der Gemeinde.

## Sehenswürdigkeiten
- Jakobuskirche (Iglesia de Santiago Apóstol)
- Kapelle

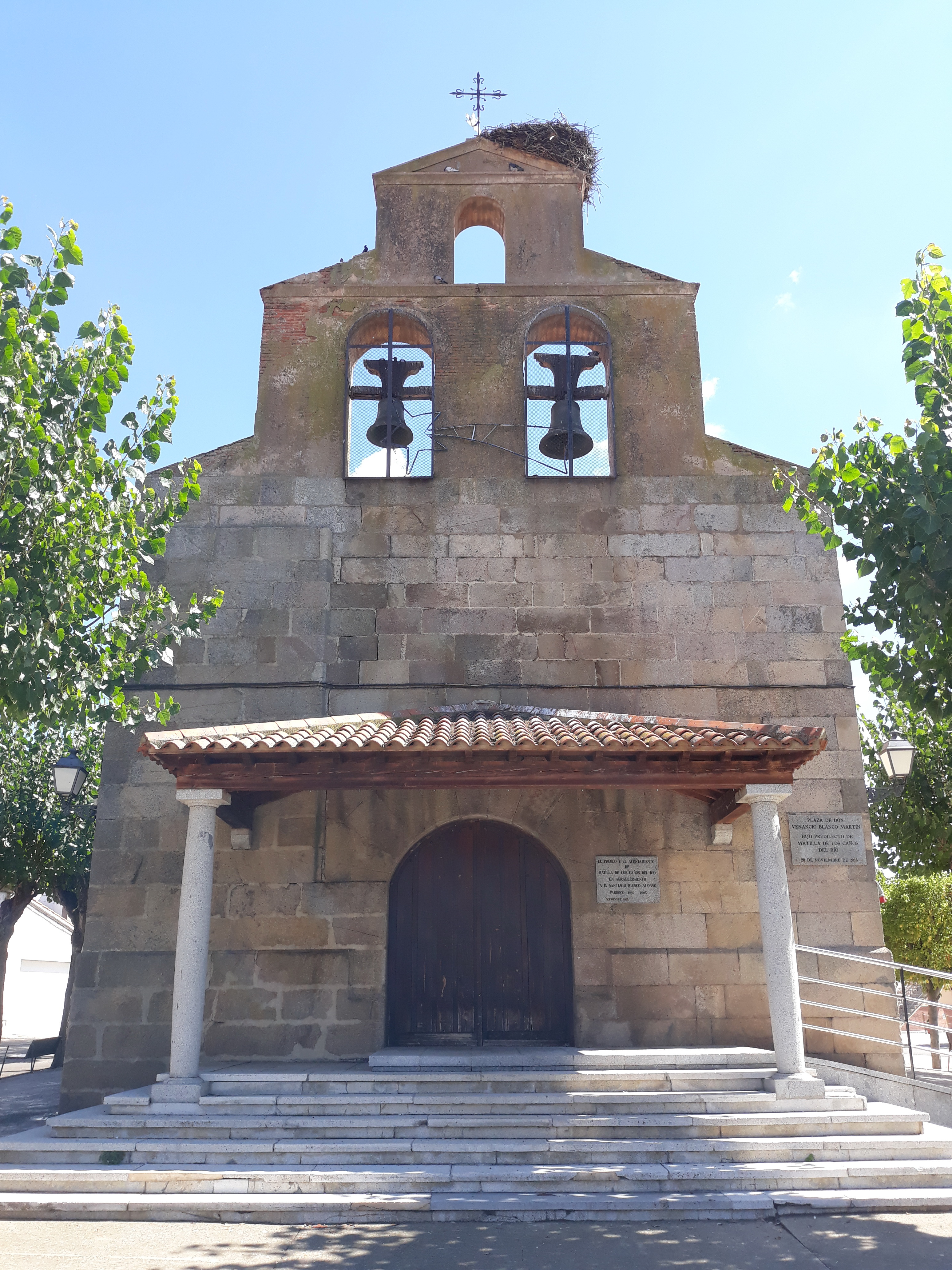
Jakobuskirche
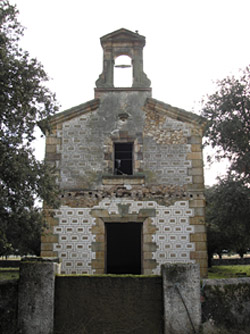
Kapelle

## Persönlichkeiten
- Venancio Blanco (1923–2018), Bildhauer